# Bandelj
Bandelj je priimek več znanih Slovencev.

## Znani nosilci priimka
- Andrej Bandelj (* 1980), geograf
- Boris Bandelj, sociolog
- Boštjan Bandelj, podjetnik
- Branko Bandelj, gradbenik
- David Bandelj (*1978), pesnik, literarni zgodovinar, zborovodja in profesor
- Dunja Bandelj, agroekologinja
- Egon Bandelj, gospodarstvenik
- Elido Bandelj (* 1957), fizik, šolnik, politik
- Ernest Bandelj (1915—1945), duhovnik
- Mirko Bandelj (* 1958), odvetnik, poslovnež in politik
- Olga Bandelj (* 1948), učiteljica in pedagoginja
- Rihard Bandelj (* 1965), grafični oblikovalec, slikar
- Silva Bandelj, teatrologinja, knjižničarka AGRFT
- Vincenc Bandelj (1881—1937), učitelj, publicist in slovaropisec
- Vinko Bandelj (* 1978), oceanolog; pesnik
- Walter Bandelj (* 1970), zamejski bančnik in narodnopolitični delavec